# İsaqbağı
İsaqbağı är en ort i Azerbajdzjan.   Den ligger i distriktet Zərdab Rayonu, i den centrala delen av landet, 180 km väster om huvudstaden Baku. Antalet invånare är 1 195.
Terrängen runt İsaqbağı är mycket platt. Närmaste större samhälle är Zardob, 5,8 km nordväst om İsaqbağı.
Trakten runt İsaqbağı består till största delen av jordbruksmark. Runt İsaqbağı är det ganska tätbefolkat, med 56 invånare per kvadratkilometer.